# Чо Йон Хьон
У цьому корейському імені прізвище (Чо) стоїть перед особовим ім'ям.
Чо Йон Хьон (кор. 조용형, нар. 3 листопада 1983, Інчхон) — південнокорейський футболіст, захисник клубу «Чеджу Юнайтед» та національної збірної Південної Кореї.

## Клубна кар'єра
Народився 3 листопада 1983 року в місті Інчхон. Займався футболом в Університеті Ханльо.

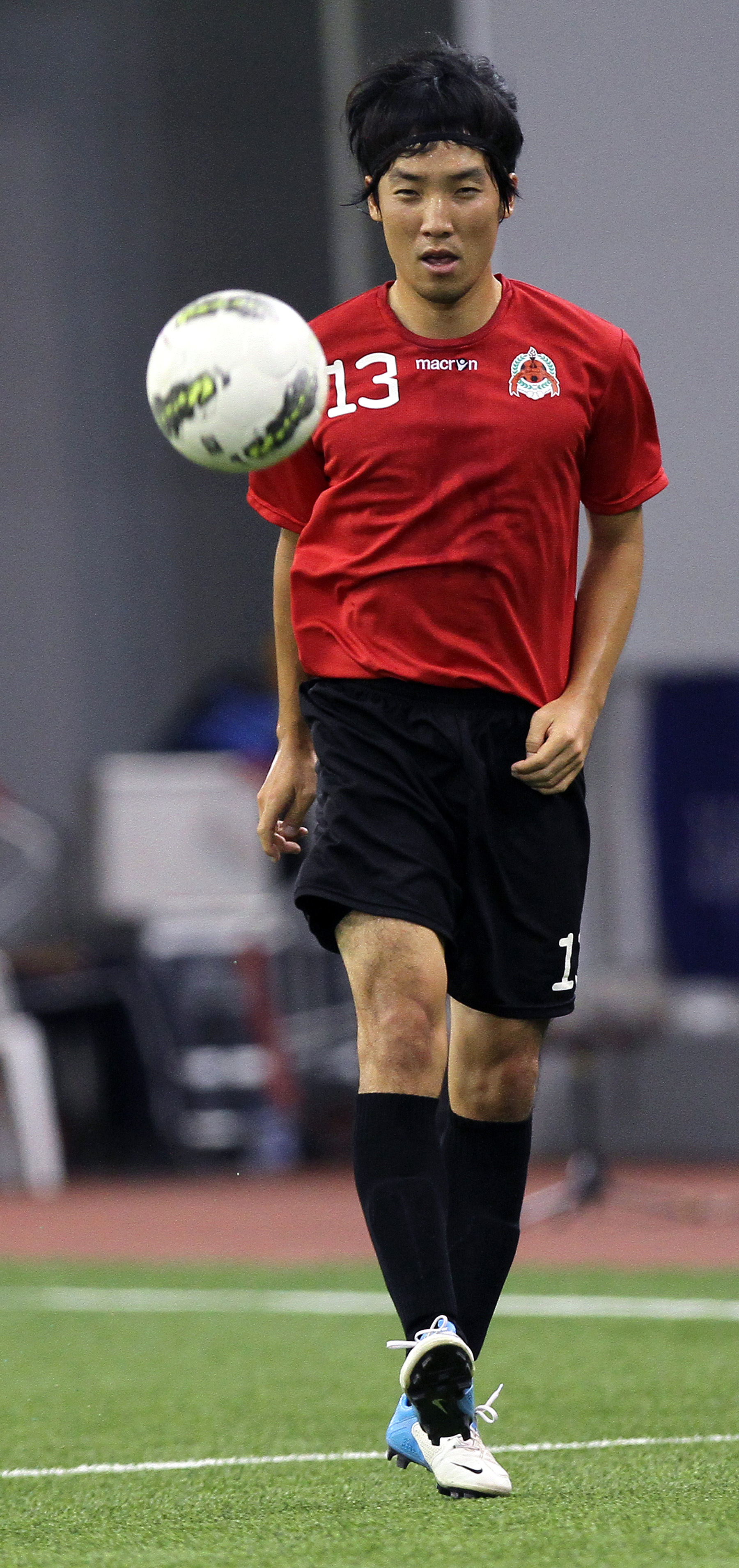
Чо Йон Хьон під час виступів за «Аль-Райян». 12 серпня 2012 року.

Свою професійну кар'єру Чо Йон Хьон розпочав у клубі «Пучхон», який в подальшому був перетворений в «Чеджу Юнайтед». У «Чеджу Юнайтед» Чо виступав до 2010 року, провівши крім того один сезон в клубі «Соннам Ільхва Чхонма». У рік свого професійного дебюту Чо був включений в символічну збірну Кей-ліги.
У 2010 році стало відомо про європейський інтерес до Чо. Англійські клуби Прем'єр-ліги «Астон Вілла», «Фулгем» і «Ньюкасл Юнайтед» мали свої погляди на південнокорейського гравця і хотіли підписати з ним контракт влітку 2010 року після чемпіонату світу. Натомість Чо після закінчення чемпіонату світу перейшов у  катарський «Аль-Райян», підписавши угоду на 2 роки. Відіграв за катарську команду наступні чотири сезони своєї ігрової кар'єри, вигравши за цей час Кубок наслідного принца Катару, а також по два Кубка Еміра Катару та Кубка Шейха Яссіма.
Протягом сезону 2014/15 років захищав кольори іншого катарського клубу «Аль-Шамаль».
До складу клубу «Шицзячжуан Евер Брайт» приєднався на початку 2015 року і за два сезони встиг відіграти за команду з Шицзячжуана 52 матчі в національному чемпіонаті.
В кінці 2016 року, після того, як його клуб покинув китайську Суперлігу, Чо повернувся в рідний «Чеджу Юнайтед».

## Виступи за збірну
30 січня 2008 року дебютував в офіційних іграх у складі національної збірної Південної Кореї у матчі з збірної Чилі. 
У лютому 2010 року Чо був визнаний найкращим захисником на чемпіонаті Східної Азії 2010 року, а влітку того ж року у складі збірної був учасником чемпіонату світу 2010 року у ПАР, де зіграв в усіх чотирьох матчах.
Наступного року у складі збірної був учасником кубка Азії 2011 року у Катарі, на якому команда здобула бронзові нагороди, а Чо зіграв у двох матчах.
Всього провів у формі головної команди країни 43 матчі.

## Досягнення

### Збірні
- Переможець Кубка Східної Азії: 2008
- Бронзовий призер Кубка Азії: 2011

### «Аль-Райян»
- Кубок наслідного принца Катару
  -  Володар (1): 2012

- Кубок Еміра Катару:
  -  Володар (2): 2011, 2013

- Кубок шейха Яссіма:
  -  Володар (2): 2012, 2013

### Індивідуальні
- У символічній збірній Кей-ліги: 2005
- Найкращий захисник Чемпіонату Східної Азії: 2010